# Simulium brunhesi
Simulium brunhesi es una especie de insecto del género Simulium, familia Simuliidae, orden Diptera.
Fue descrita científicamente por Elouard & Ranaivoharindriaka, 1996.